# Jose Baxter
Jose Baxter (ur. 7 lutego 1992 w Bootle) – angielski piłkarz grający na pozycji napastnika.

## Życiorys
Urodził się w mieście Bootle w hrabstwie Merseyside. Baxter rozpoczął karierę w wieku sześciu lat, kiedy rodzice zapisali go do szkółki Evertonu.
Piłkarz zadebiutował w klubie w dniu otwarcia sezonu 2008-09 w meczu z Blackburn Rovers, stając się najmłodszym w historii Evertonu piłkarzem w pierwszej drużynie. Miał wówczas 16 lat i 191 dni i pokonał tym samym wcześniejszy rekord, który należał do jego kolegi z zespołu Jamesa Vaughana.
W marcu 2009 roku podpisał nowy 2,5-letni kontrakt z Evertonem.

## Reprezentacja
Baxter reprezentował Anglię w kadrach młodzieżowych: U-16 i U-17. W 2009 roku na Mistrzostwach Europy do lat 17 wystąpił w 2 meczach.

## Życie prywatne
Jose Baxter był jednym z trzech aresztowanych w październiku 2009 w Kirkby w związku z podejrzeniem posiadania marihuany z zamiarem dostaw i podejrzeniem posiadania fałszywych pieniędzy.